# Superstar - Vol. 3
Superstar - Vol. 3 è una raccolta del cantante italiano Nino D'Angelo, pubblicata nel 1998 dalla Butterfly Music.

## Tracce
1. Un ragazzo una ragazza
2. 'O studente
3. Vattenne và
4. Aggio scigliuto a tte
5. Capodanno
6. Vedrai
7. 'A Discoteca
8. Crisi D'Amore
9. 'Na muntagna 'e poesie
10. Ragazzina
11. Luna Spiona
12. Una serata particolare
13. È Natale